# 約翰·希安德拉
約翰·希安德拉（英語：John Sciandra；1899年4月10日—1949年9月11日），本名乔瓦尼·希安德拉（義大利語：Giovanni Sciandra，發音：[dʒoˈvanni ʃˈʃandra]），是一名意大利裔美國黑幫，從1933年至1949年當上賓夕凡尼亞州的布法利諾犯罪家族头目。

## 早年
希安德拉於1899年4月10日出生在意大利西西里島的蒙特多罗，父母是Angelo和Leonarda La Porta Sciandra。1908年4月，他與父母和兄弟姐妹Andrew、James和Pasqualina一起移民至美國，定居在紐約州的水牛城。1921年，他搬到賓夕凡尼亞州的皮茨顿，當一名煤礦工人；希安德拉成為布法利諾犯罪家族的老大Santo Volpe的黑幫執法者和私酒販。1928年，希安德拉的表妹Carolyn嫁給了該家族未來的犯罪老大羅素·布法利諾。
希安德拉與Josephine Mancino結婚，育有3名兒子，分別是Joseph、John Jr.和Angelo，還育有1名女兒。

## 犯罪生涯
像許多犯罪家族一樣，他們建立在血緣關係、長久友誼和各種強大的權力之上。布法利諾犯罪家族有四個非常有勢力的成員，他們負責幕後操縱。這些成員包括Santo "King of the Night" Volpe、Angelo Polizzi、約瑟夫·巴巴拉和希安德拉。1933年，在被質疑可能參與謀殺Samuel Wichner後，Santo Volpe任命約翰·希安德拉為老大，並在家族內部悄悄地做幕後工作，同時也將更多的注意力投入到合法生意中。Polizzi成為顧問，他一直擔任這個角色，其後搬到底特律並參與該城市的有組織犯罪活動。

## 逝世
希安德拉在1949年9月11日因自然原因而去世。他被埋葬在賓夕凡尼亞州斯沃耶斯维尔的丹尼森（Denison）公墓。

## 備註
1. ↑  一般普遍的誤解，認為希安德拉是在1940年被謀殺，但報紙文章證實他是在1949年自然去世的。